# Henicophaps
Henicophaps G.R.Gray, 1842 è un genere di uccelli della sottofamiglia Raphinae (famiglia Columbidae).

## Tassonomia
Il genere comprende le seguenti specie:
- Henicophaps albifrons G.R.Gray, 1862 - alabronzo papua
- Henicophaps foersteri Rothschild & Hartert, 1906 - alabronzo di New Britain